# Westsee
Der Westsee (chinesisch 西湖, Pinyin Xī Hú) bei der Stadt Hangzhou in Zhejiang ist eine der größten Touristenattraktionen der Volksrepublik China. Eine lokale Bezeichnung lautet Xīzǐ Hú (西子湖) in Anlehnung an Xīzǐ (西子), eine der Vier Schönheiten des Altertums. Seit 2011 ist die Kulturlandschaft um den Westsee als UNESCO-Welterbe gelistet.
Der 3,2 km lange und 2,8 km breite See wird durch zwei Dämme geteilt. Beide wurden nach berühmten Dichtern benannt, die als Beamte in Hangzhou gewirkt haben:
Sudi (蘇堤 / 苏堤) oder Su-Damm, nach Su Dongpo
Baidi (白堤) oder Bai-Damm, nach Bai Juyi
Das chinesische Sprichwort „Da oben gibt es das Paradies – hier unten gibt es Suzhou und Hangzhou“ (上有天堂，下有蘇杭。 / 上有天堂，下有苏杭。,  Shàng yǒu tiāntáng – xià yǒu Sū-Háng) bezieht sich auch auf die Landschaft um den Westsee.
Der Westsee wurde in vielen chinesischen Städten kopiert. Insgesamt gibt es 36 Westseen in China und außerdem noch einige in Japan. Der See regt die Phantasie der Chinesen an und ist das Ziel vieler Hochzeitsreisen.

## Entstehung
Der Legende zufolge fiel eine Perle, um die sich ein Phönix und ein Drache zankten, auf die Erde und bildete den Westsee. Tatsächlich entstand der See als Lagune des heute drei Kilometer entfernten Qiantang-Flusses. Im 8. Jahrhundert, während der Tang-Dynastie, wurde der See erstmals auf die heutige Tiefe von durchschnittlich 1,5 Meter ausgehoben. In den folgenden Jahrhunderten entstand hier eine Gartenlandschaft mit künstlichen Dämmen und Inseln. Der Westsee ist heute ca. 650 Hektar groß.

## Sehenswürdigkeiten

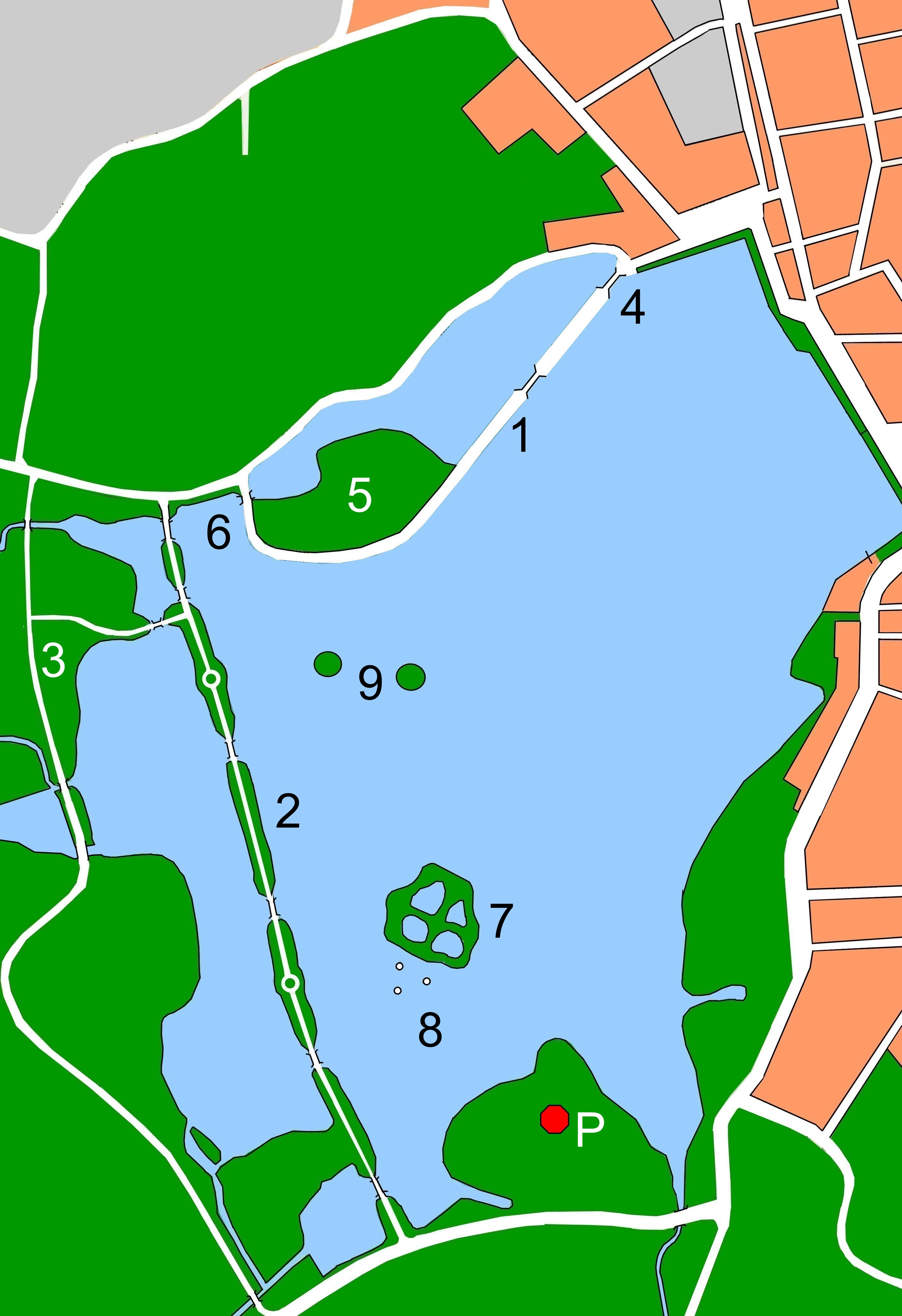
Plan des Westsee (s. Text)

Der Westsee wird durch den kurzen Bai-Damm (im Plan 1) und den langen Su-Damm (benannt nach dem Song-zeitlichen Dichter Su Dongpo; 2) in drei Teile geteilt. Während der Su-Damm tatsächlich erstmals von Su Dongpo während seiner Zeit als Beamter in Hangzhou angelegt wurde, ist die Verbindung von Bai-Damm und Bai Juyi späteren Datums. Ursprünglich bedeutete Baidi einfach „Weißer Damm“. Ein dritter alter Damm, der „Yanggong-Damm“ (楊公堤 / 杨公堤, „Damm des Hohen Beamten Yang“; 3), verläuft heute als Straße am Westufer des Sees.
Die Brücke vom Festland zum Bai-Damm heißt „Duanqiao“ (斷橋 / 断桥, „Durchbrochene Brücke“; 4). Ursprünglich war dort im Jahr 799 eine Schleuse angelegt worden, um den Wasserstand des Sees kontrollieren zu können. Später wurde die Schleuse durch die heutige Brücke ersetzt. Über den Bai-Damm erreicht man „Gushan“ (孤山, „Einsamer Hügel“; 5), die größte und zugleich einzige natürliche Insel des Westsees. An ihrem Südrand, wo heute mehrere Gebäude stehen, befand sich ursprünglich ein Palast, der für den Besuch der Gemahlin des Kaisers Qianlong erbaut worden war. Man verlässt Gushan über die „Xiling-Brücke“ (西泠橋, „Westliche Brücke der frischen Brise“; 6).
Im mittleren Bereich des Sees liegt die größte der drei künstlichen Inseln, „Xiao Yingzhou“ (小瀛洲, Kleine Paradiesinsel; 7) mit vier innen liegenden Teichen, Teehäusern und Gartenanlagen. Südlich der Insel ragen drei Steinpagoden aus dem Wasser (三潭印月,  Santan Yinyue, „Drei Tiefen, die den Mond widerspiegeln“; 8). Zwei winzige Inseln liegen zwischen Gushan und der Paradiesinsel; die östliche heißt „Huxinting“ (湖心亭, „Pavillon im Herzen des Sees“; 9) und die westliche „Ruangongdun“ (阮公墩, Inselchen des Herrn Ruan; 9).
Eine weitere Attraktion ist die Leifeng-Pagode (雷峰塔, „Pagode am Donnergipfel“; P) im Süden des Westsees. Sie wurde in den Jahren 972–977 errichtet, stürzte 1924 zusammen, wurde aber 2002 wieder aufgebaut. Seitdem ist sie wieder eine beliebte Touristenattraktion.

## Die Zehn Szenerien des Westsees
In der südlichen Song-Dynastie wurden erstmals zehn malerische Orte und Szenen am See unter dem Begriff „Zehn Szenerien des Westsees“ (西湖十景) zusammengefasst. Jede Szenerie wird mit einem Vier-Zeichen-Begriff beschrieben. Seit der Qing-Dynastie werden die zehn Orte durch Stelen gekennzeichnet, die den Namen der jeweiligen Szenerie in der Kalligrafie des Kangxi-Kaisers zeigen. Die Zehn Szenerien sind:
- Frühlingsdämmerung auf dem Su-Damm (蘇堤春曉 / 苏堤春晓)
- Grasmücke, die in den Weiden singt (柳浪聞鶯 / 柳浪闻莺)
- Betrachten der Fische am Blumenteich (花港觀魚 / 花港观鱼)
- Lotos in der Brise an gekrümmtem Hof (曲院風荷 / 曲院风荷)
- Abendläuten am Nanping-Hügel (南屏晚鐘 / 南屏晚钟)
- Herbstmond über dem ruhigen See (平湖秋月)
- Leifeng-Pagode im Abendglühen (雷峰夕照)
- Drei Tiefen spiegeln den Mond (三潭印月, auch Motiv des chinesischen 1-Yuan-Scheins)
- Schmelzender Schnee auf der durchbrochenen Brücke (斷橋殘雪 / 断桥残雪)
- Doppelgipfel, die die Wolken durchbohren (雙峰插雲 / 双峰插云)

## Weitere Sehenswürdigkeiten im und am Westsee
- Lingyin-Tempel
- Tempel des Generals Yue Fei
- Grab von Qiu Jin
- Xiling-Siegelgesellschaft

## Nahverkehr
Die nächstgelegene Station der Hangzhou Metro Linie 1 ist Longxiangqiao (龍翔橋 / 龙翔桥, „Brücke zum gleitenden Drachen“) im Stadtbezirk Shangcheng.

## Bildergalerie

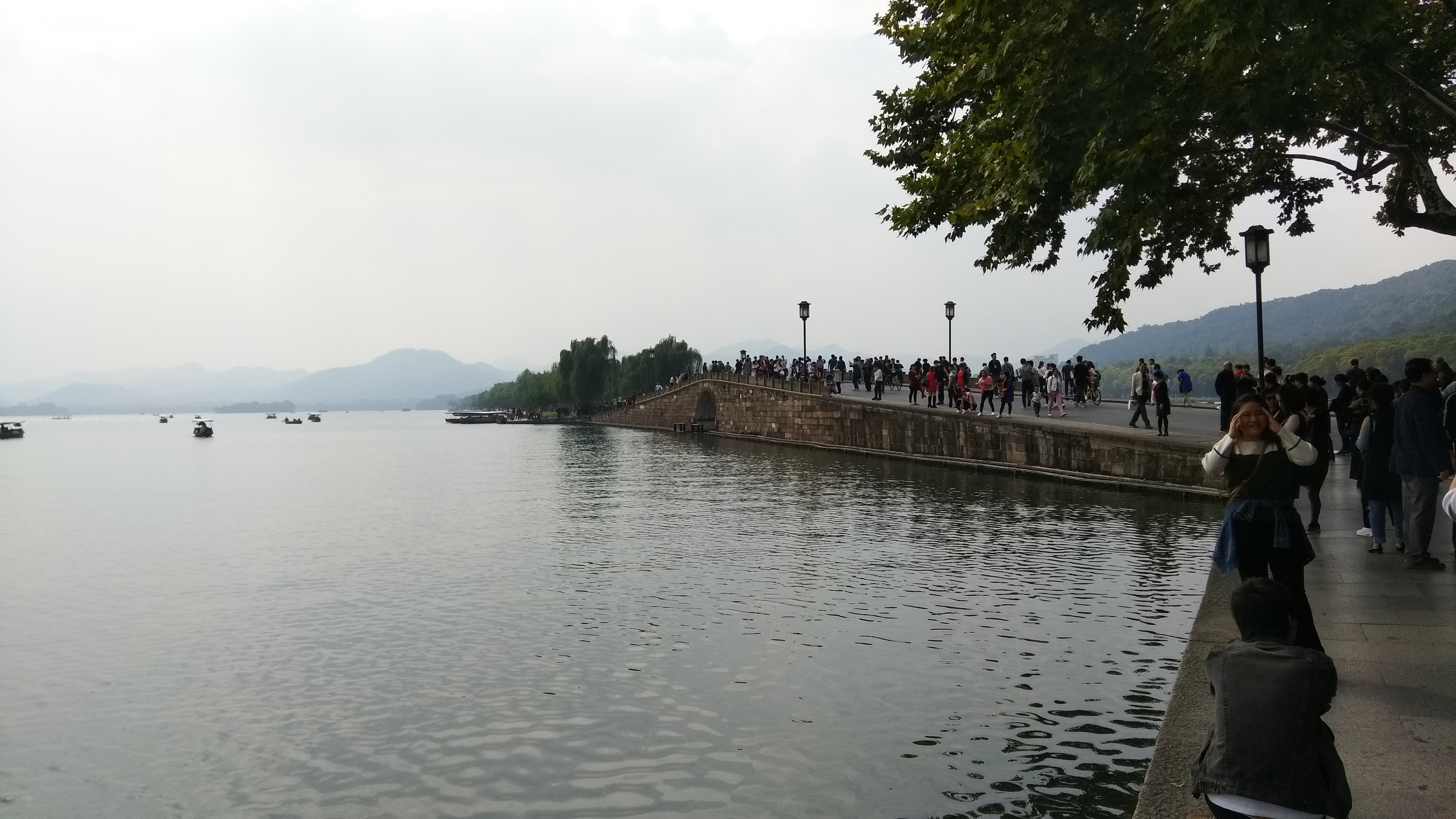
Die „Durchbrochene-Brücke“ / Duan-Brücke beim Westsee
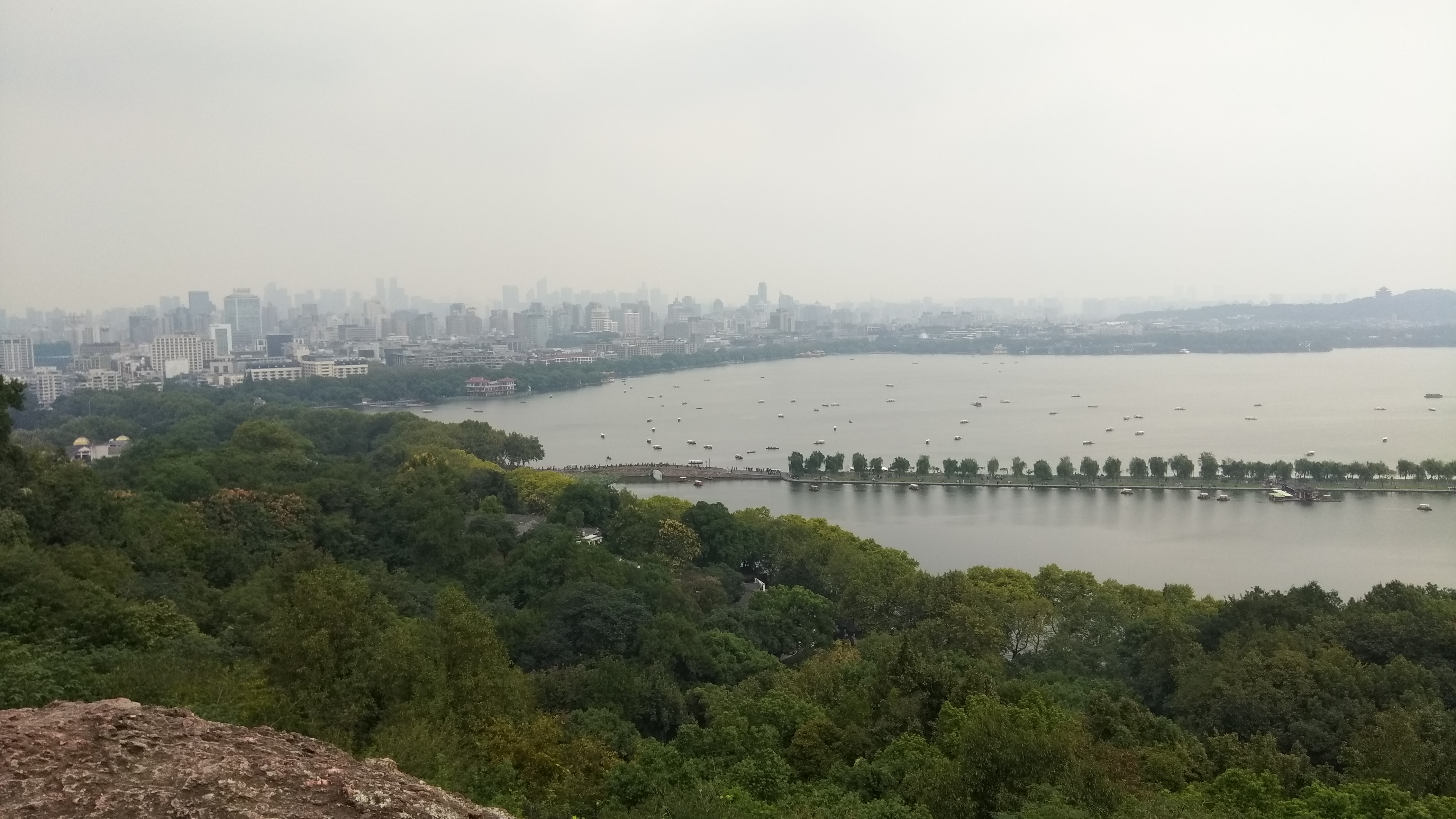
Der Westsee vom Hügel im Norden aus gesehen
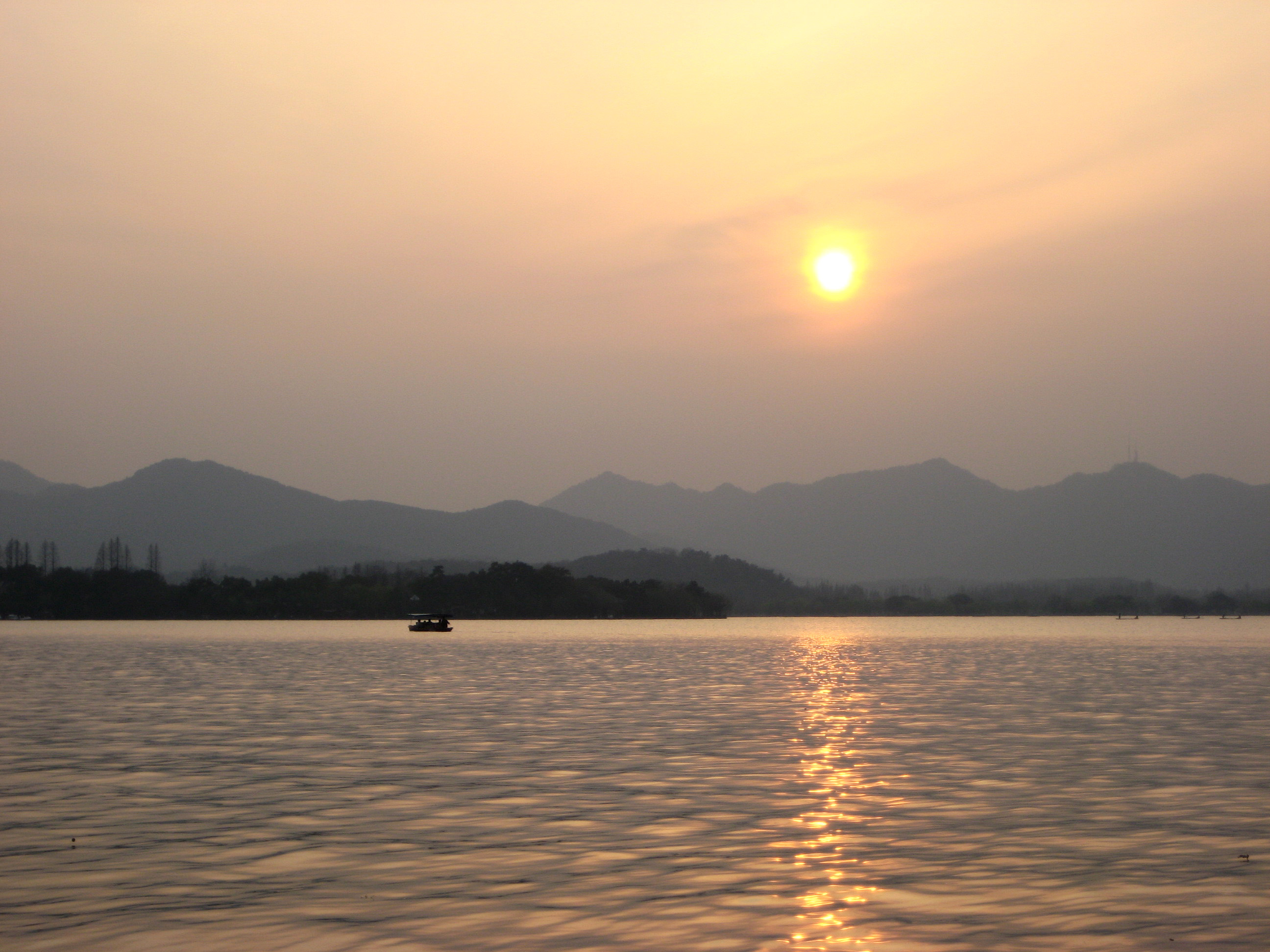
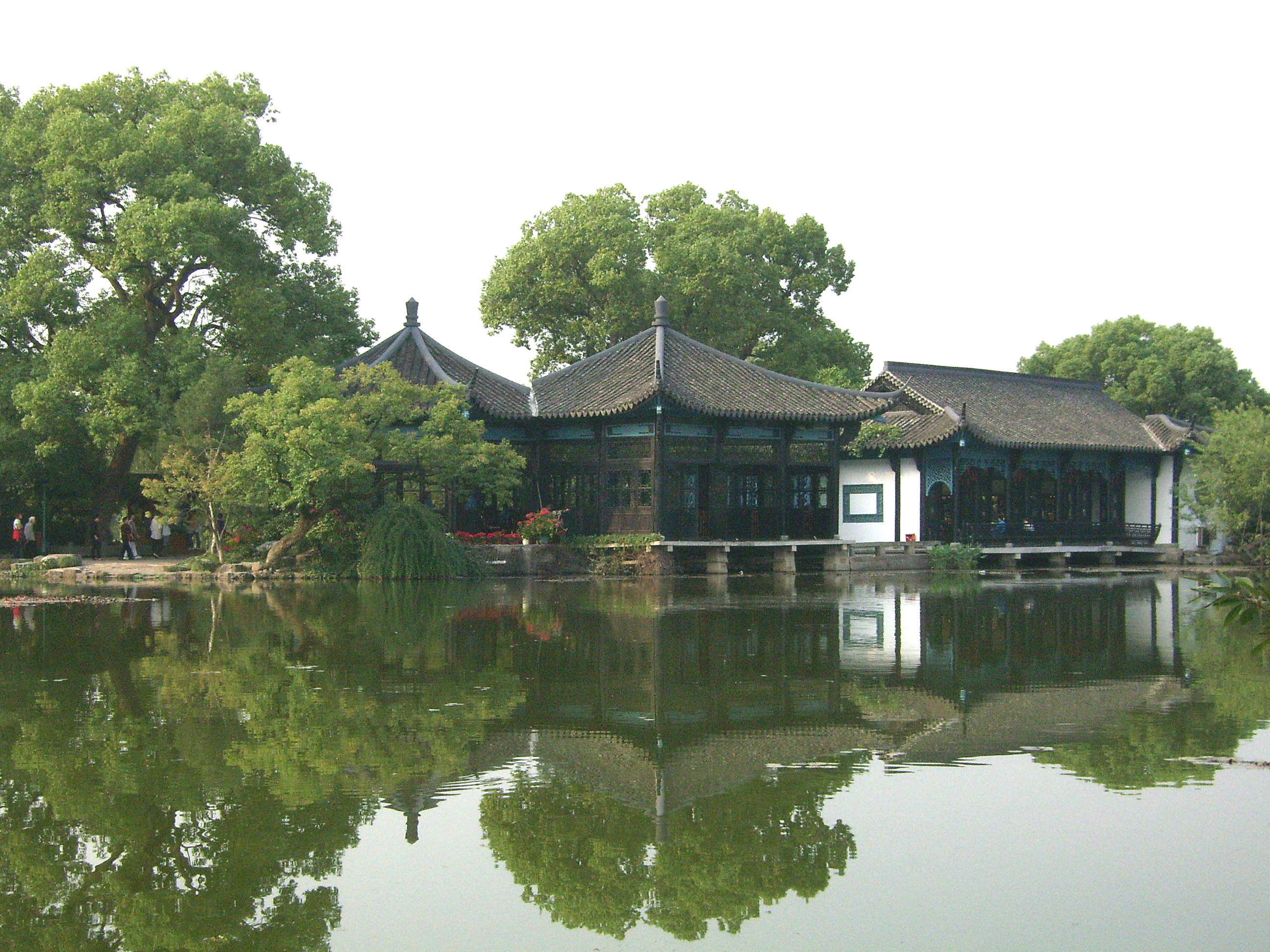
„Drei Seen spiegeln den Mond“
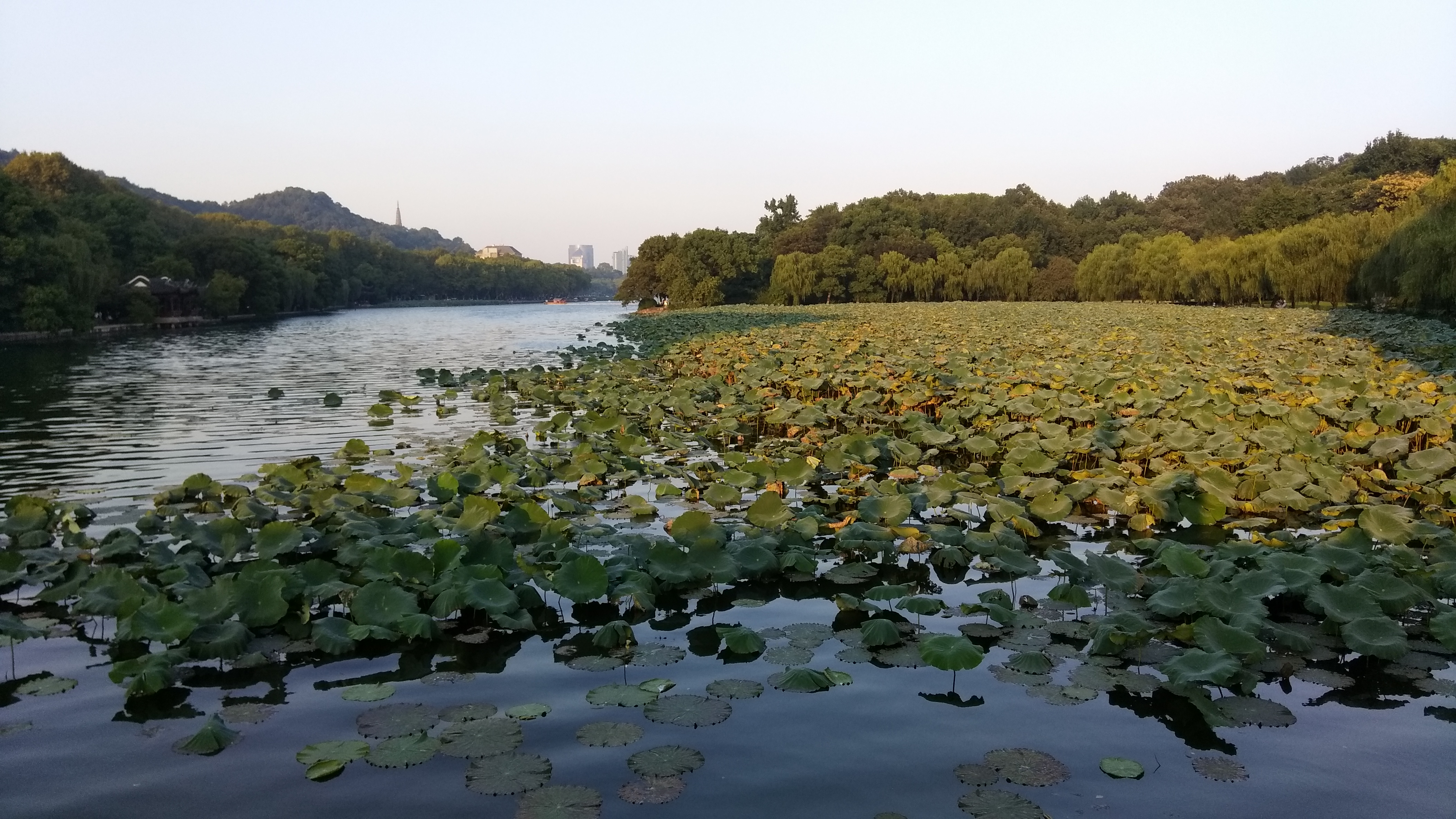
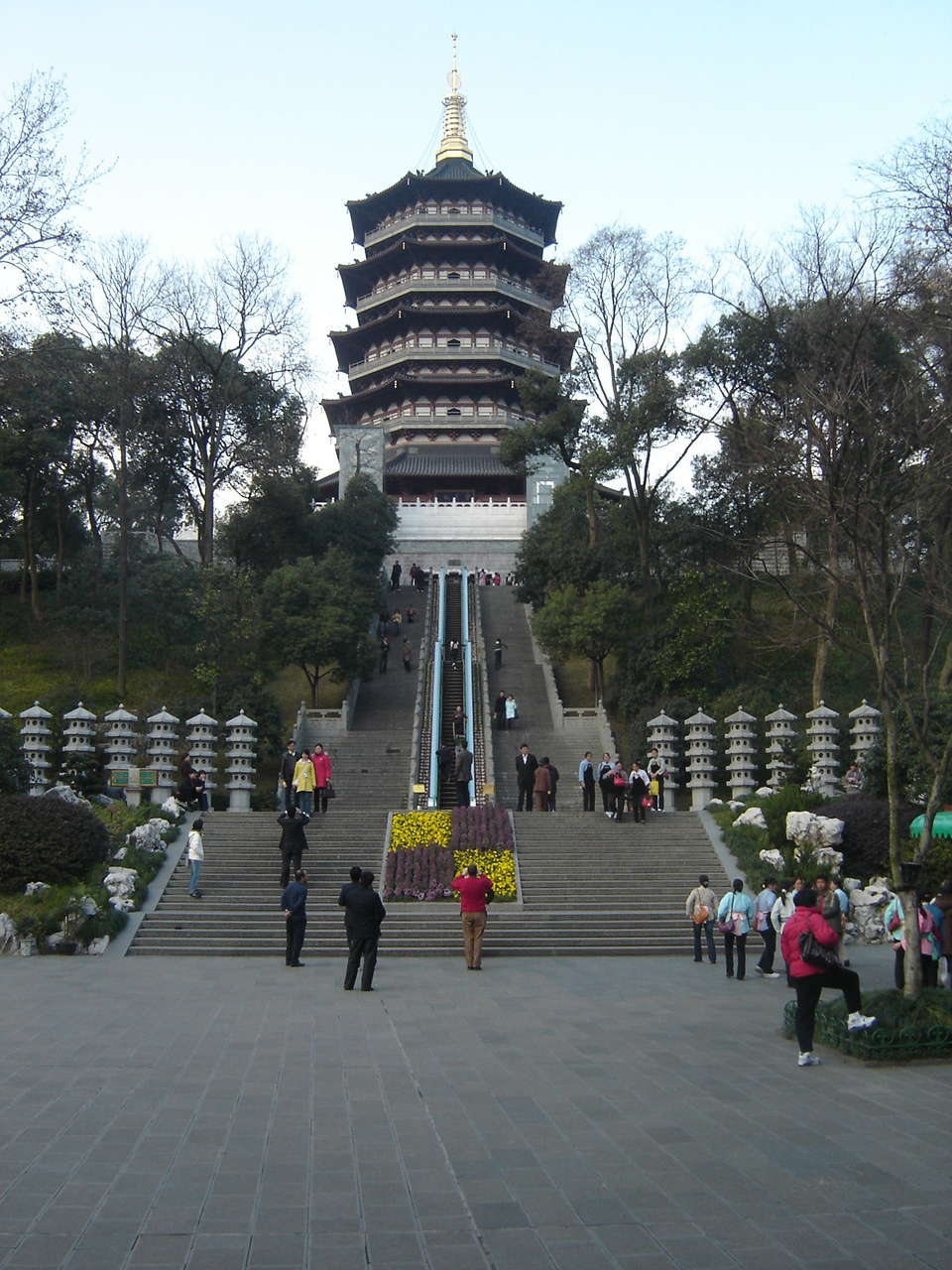
Leifeng-Pagode
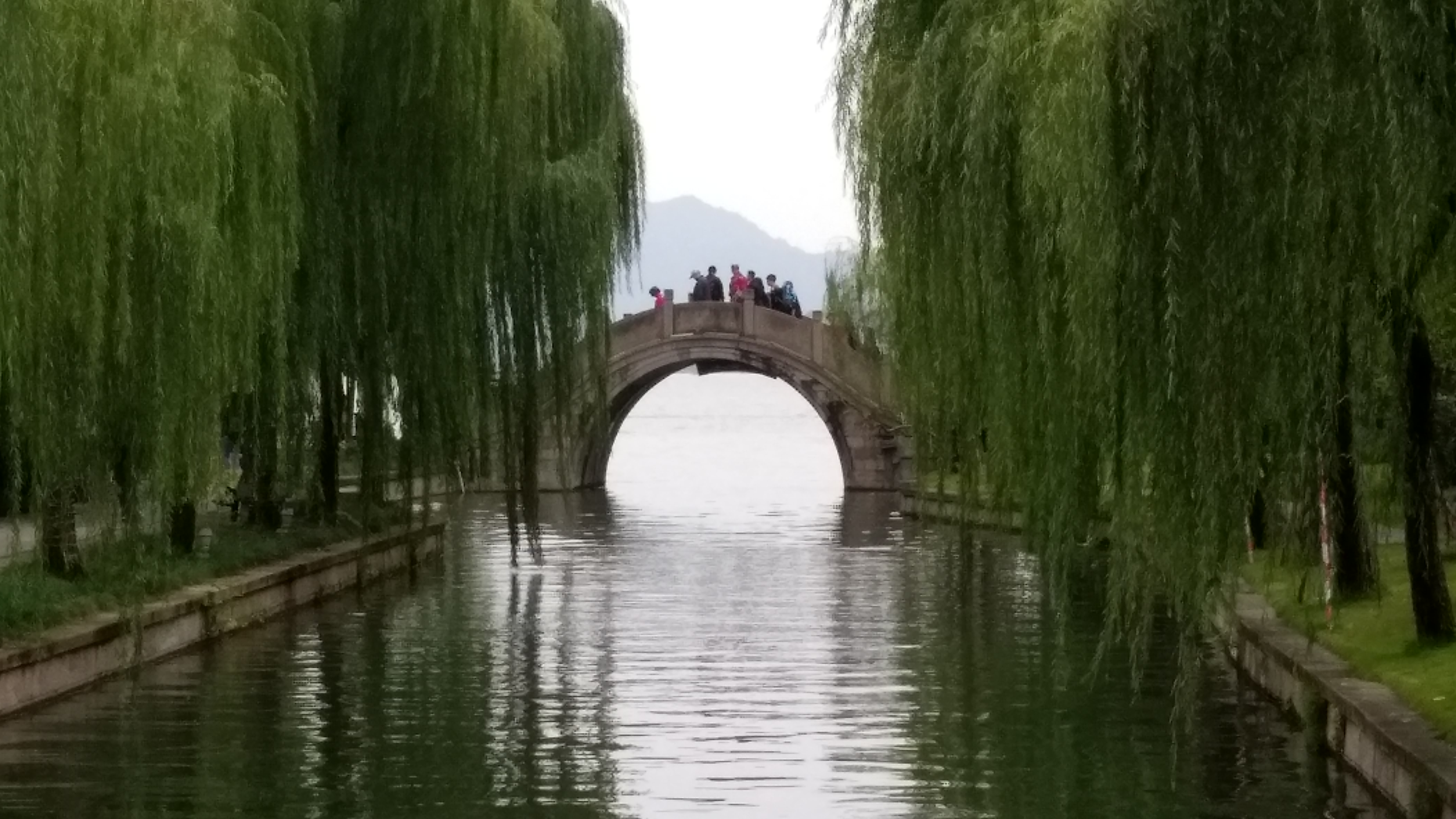
Halbmondbrücke im Osten
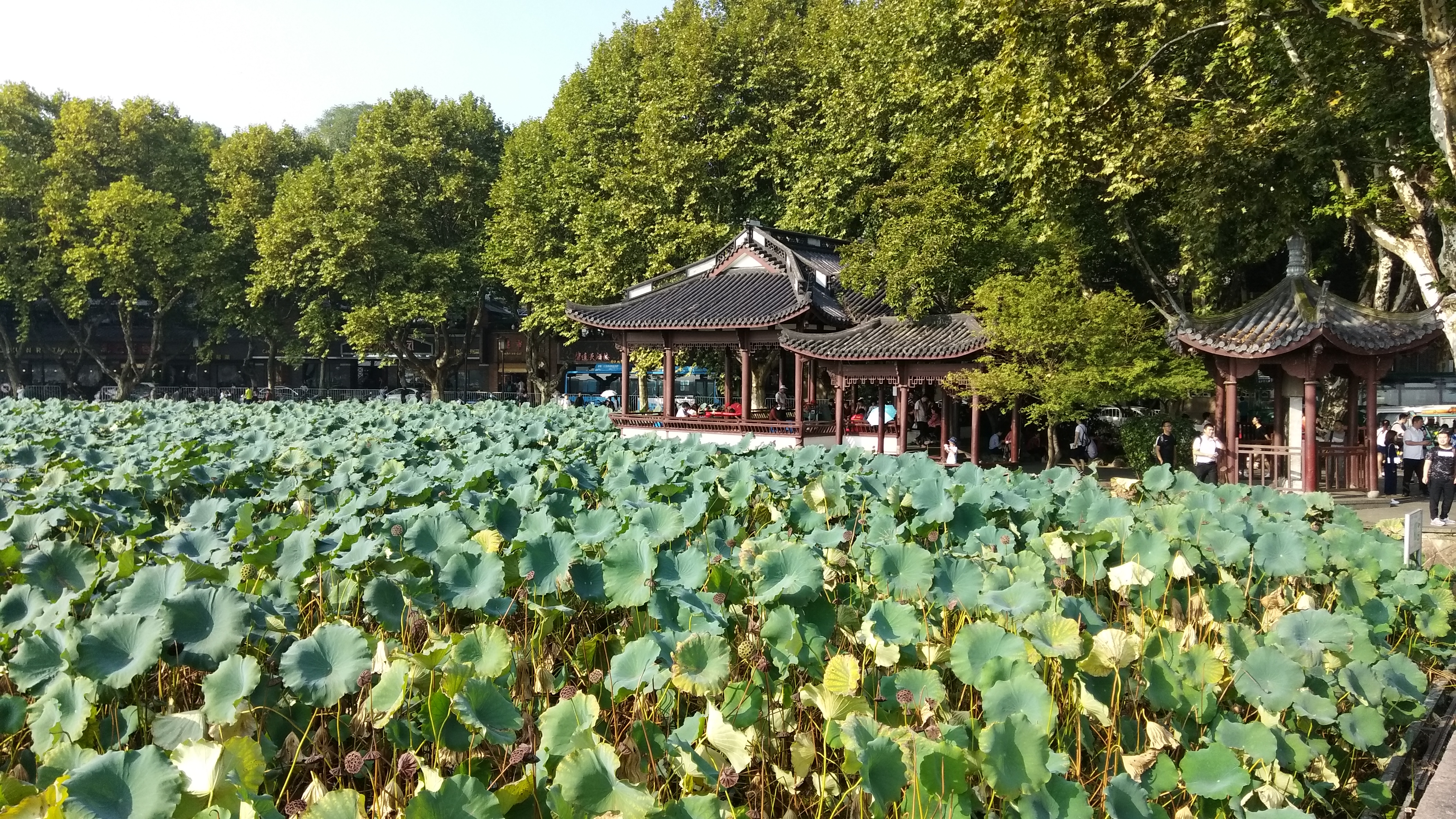
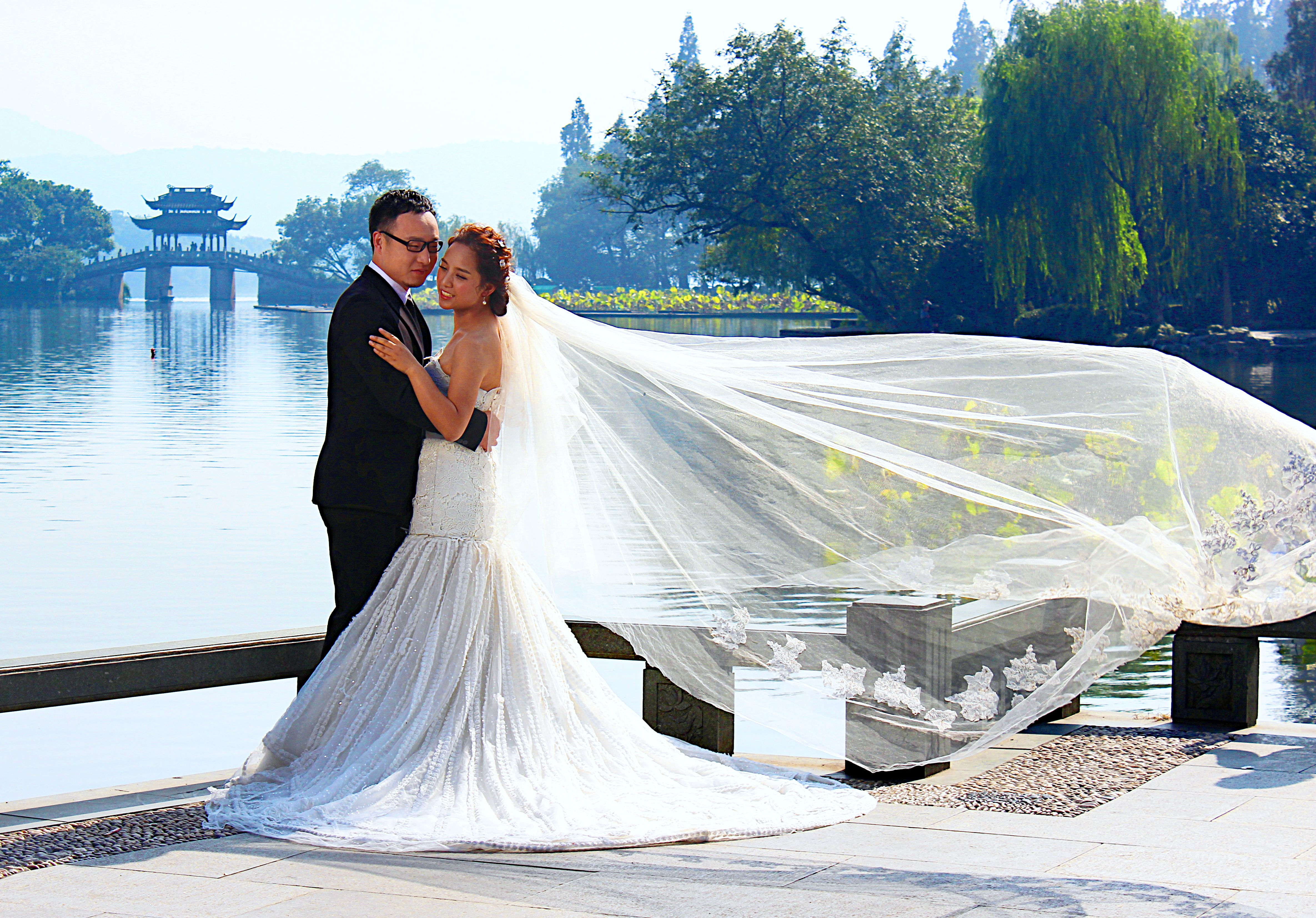
Hochzeitspaar am Westsee